# Škoda 130 RS

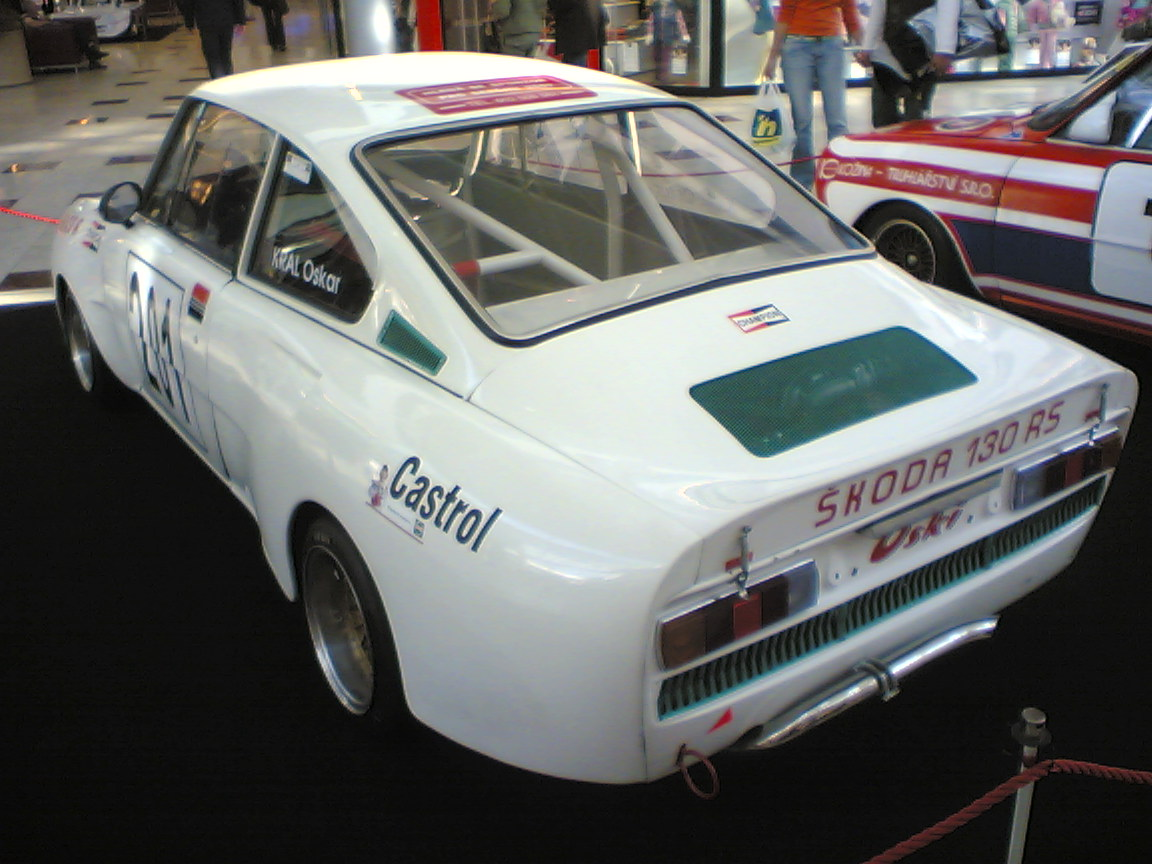
Škoda 130 RS (tył)

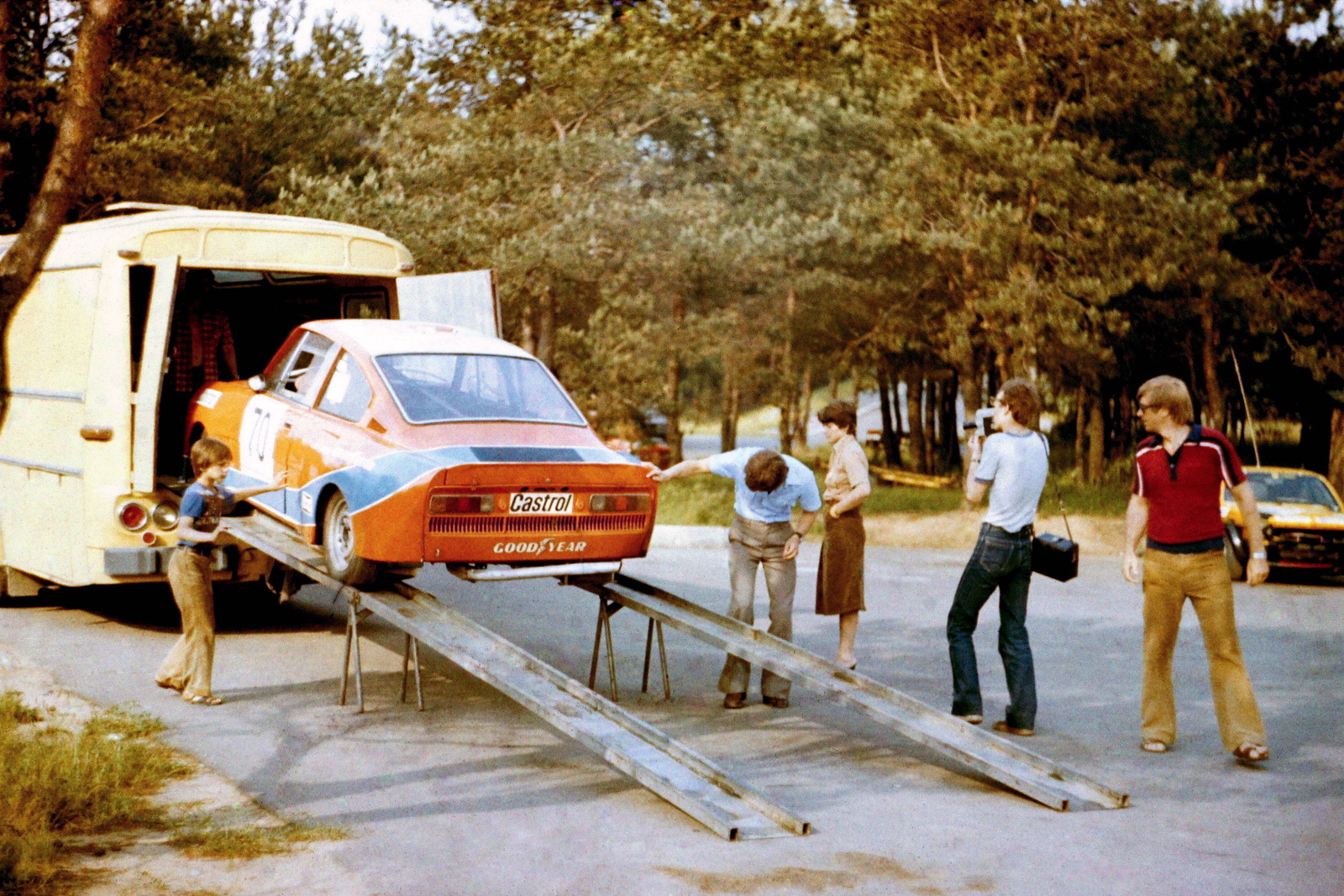
W parku maszyn na torze Poznań w 1980 r.

Škoda 130 RS (typ 735) − sportowe coupé produkowane przez czechosłowackie wówczas zakłady Škoda w latach 1977–1982.
Podstawą dla sportowej Škody był model 110 R coupé, który dzięki silniki o pojemności 1107 cm³ i mocy 52 KM rozpędzał się do 100 km/h w 19 s, a maksymalna prędkością jaką mógł uzyskać było 145 km/h. To właśnie konstrukcja i karoseria tego modelu stała się bazą dla wyczynowych modeli 
Škody. W roku 1971 pojawiła się limitowana seria pojazdów Škoda 120 S z silnikiem o pojemności 1172 cm³ i mocy 62 KM przy 5250 obr./min. Samochody te przystosowano do udziału w rajdach a silnik podrasowano nawet do 120 KM. Jednak konstruktorzy z Mladá Boleslav na tym nie poprzestawali. W 1974 skonstruowano trzy prototypy: jeden model 180 RS z silnikiem o pojemności 1771 cm³ o mocy 154 KM przy 6250 obr./min i dwa 200 RS z silnikami o pojemności 1997 cm³ dającymi moc 163 KM przy 6000 obr./min i pozwalającymi rozpędzić auto nawet do 210 km/h. Jednak prace nad oboma odmianami zarzucono, gdyż Fédération Internationale de l’Automobile (FIA) wykreśliła z udziału w rajdach grupy samochodów, do których obie 
Škody należały. Czechosłowaccy konstruktorzy skupili się więc na nowym modelu – 130 RS. 
Škoda 130 RS posiadała wzmocnioną konstrukcję tylnosilnikową modelu 110 R, do której dla zmniejszenia ciężaru auta mocowano elementy wykonane z laminatu. Podstawowy silnik o pojemności 1228 cm³ i mocy 140 KM przy 8500 obr./min pozwalał rozpędzić pojazd do 100 km/h w 7,5 s. Prędkość maksymalna jaką mógł osiągnąć ten sportowy model Škody wynosiła 220 km/h.
W 1976 roku Škoda uzyskała homologację rajdową FIA i wystawiła trzy swoje załogi w Rajdzie Monte Carlo. Jeden pojazd nie ukończył wyścigu, pozostałe zdeklasowały konkurentów zajmując dwa pierwsze miejsca w swojej klasie (A2 do 1300 cm³) i odpowiednio 12. i 15. w klasyfikacji generalnej. Rok później załoga fabryczna Škody wygrała swoją grupę w Rajdzie Acropolis, plasując się 9 pozycji w klasyfikacji generalnej. 
W 1980 roku Škoda zdobyła tytuł wicemistrza, a rok później mistrza Europy na torach w kategorii zespołowej. Dobra passa została przerwana w 1982 roku, kiedy nowe przepisy FIA pozbawiły auta o pojemności do 1300 cm³ szans na międzynarodowe sukcesy.
Kolejna Škoda oznaczona literami RS pojawiła się dopiero w 2000 roku. Była to Octavia RS pierwszej generacji z 1,8-litrowym silnikiem o mocy 180 koni mechanicznych.